# Jean-Jacques Bouestard de la Touche
Jean-Jacques Bouestard de La Touche, initialement Jean-Jacques Bouëstard (le surnom "de La Touche" a été attribué à son père, un roturier qui était lieutenant des fermes du Roi) né le 17 décembre 1730 à Angers, mort le 11 septembre 1810 à Morlaix, fut un médecin et homme politique français.

## Biographie
Arrivé en 1759 à Morlaix avec son épouse Anne Serbert dont il eut six enfants, il a été conseiller municipal à Ploujean, Morlaix et maire de Saint-Martin-des-Champs et :
- chirurgien à l'hôpital de Morlaix en 1759 ;
- médecin du roi en 1772 et médecin des épidémies en 1789 (il lutte contre une épidémie de "fièvre putride et maligne" qui frappe les paroisses voisines de Morlaix et crée le 1er mai 1774 l'école des sages-femmes de Morlaix)[1] ;
- un des neuf frères fondateurs de la loge franc-maçonnique  "La Noble Amitié" de Morlaix en 1775, avant de s'en séparer pour fonder une autre loge "L'École des Mœurs" en 1776 ;
- administrateur du département du Finistère en 1790 ;
- procureur-syndic du district de Morlaix en 1792, organisant notamment le recrutement des 426 hommes que doit fournir le district de Morlaix à l’armée révolutionnaire ;
- député du Finistère à l'Assemblée législative en 1792 ;

- président de la commune de Ploujean en novembre 1793, puis membre de l'administration municipale de Morlaix à partir de 1795
- maire de Saint-Martin-des-Champs entre 1807 et 1810[1].

## Source
- Les Noms qui ont fait l'histoire de Bretagne, Coop Breizh et Institut culturel de Bretagne, 1997, notice d'Alain Pennec.
- « Jean-Jacques Bouestard de la Touche », dans Adolphe Robert et Gaston Cougny, Dictionnaire des parlementaires français, Edgar Bourloton, 1889-1891 [détail de l’édition]

## Note
- En Bretagne, au moins dix-huit rues portent son nom, d'après Les Noms qui ont fait l'histoire de Bretagne, 1997.